# Bell D-292
Bell D-292 byl americký experimentální vrtulník vyvinutý společností Bell Helicopter v polovině 80. let 20. století v rámci programu United States Army Advanced Composite Airframe Program (ACAP, program vývoje pokročilých kompozitních draků), prováděného jako součást vývojových studií projektu Light Helicopter Experimental (LHX).

## Vznik a vývoj
Bell D-292 vznikl v rámci programu americké armády ACAP, jehož cílem bylo ověření metod stavby draku vrtulníků z kompozitních materiálů, lehčích a finančně výhodnějších než celokovové konstrukce, v souvislosti s vývojem lehkého experimentálního vrtulníku LHX. V lednu 1981 byly v jeho rámci uděleny zakázky společnostem Bell a také Sikorsky, u které vznikl typ S-75. U obou firem měly vzniknout tři stroje, jeden pro zkoušky nástrojového vybavení, jeden pro statické zkoušky, a jeden letový exemplář.
Bell D-292 užíval stejné motory, převodový systém a hlavní i ocasní rotor, ocasní pylon a svislou ocasní plochu z typu Bell 222. Konstrukce trupu nahradila kovy kombinací kompozitních materiálů, včetně kevlaru, pro dosažení větší odolnosti, snížení hmotnosti a snížení výrobních i provozních nákladů.
D-292, jemuž bylo přiděleno sériové číslo 85-24371, poprvé vzlétl 30. srpna 1985, po zdržení způsobeném opožděním ve financování a problémech ve výrobě.
Typ byl podroben sérii letových i zátěžových testů, při kterých prokázal snížení hmotnosti draku o 22 % a nákladů o 17 % oproti jinak srovnatelnému typu Bell 222, a současně i vyšší pevnostní odolnost a sníženou míru odhalitelnosti radarem.

## Specifikace
Údaje podle U.S. Army Aircraft Since 1947:s.62

### Technické údaje
- Osádka: 4
- Délka: 12,32 m (40 stop a 5 palců)
- Průměr nosného rotoru: 12,80 m (42 stop)
- Výška: 2,69 m (11 stop a 2 palce)
- Prázdná hmotnost: 2 603,8 kg (5 800 liber)
- Vzletová hmotnost: 3 413 kg (7 525 lb)
- Pohonná jednotka: 2 × turbohřídelový motor Avco Lycoming LTS 101-750C-1
- Výkon pohonné jednotky: 684 kW (510 shp) každý